# Ísak Þorvaldsson
Ísak Snær Þorvaldsson (Mosfellsbær, 1º maggio 2001) è un calciatore islandese, centrocampista o attaccante del Lyngby, in prestito dal Rosenborg, e della nazionale islandese.

## Carriera

### Club
Þorvaldsson ha iniziato a giocare a calcio nelle giovanili dell'Afturelding. A luglio 2017 è passato agli inglesi del Norwich City, venendo aggregato alle formazioni giovanili del club. Il 31 gennaio 2020, Þorvaldsson è passato al Fleetwood Town con la formula del prestito, valido fino al termine della stagione. Il 15 febbraio 2020 ha quindi esordito con questa maglia, sostituendo Lewie Coyle nella vittoria interna per 2-1 sul Peterborough United.
Il 20 luglio 2020, Þorvaldsson è passato agli scozzesi del St. Mirren con la medesima formula. Il 1º agosto ha esordito in squadra, subentrando ad İlkay Durmuş nella vittoria per 1-0 sul Livingston. Il 27 agosto successivo, però, il prestito di Þorvaldsson al St. Mirren è stato concluso anticipatamente.
Poco dopo, il giocatore ha quindi fatto ritorno in patria, sempre in prestito: è passato infatti all'ÍA Akraness. Il 30 agosto 2020 ha giocato la prima partita con la nuova casacca, venendo schierato titolare nella sconfitta per 4-1 subita in casa del KR Reykjavík. Ha realizzato la prima rete nella massima divisione locale in data 30 maggio 2021, in un'altra partita persa contro il KR Reykjavík, questa volta per 3-1.
Rientrato al Norwich City per fine prestito, a gennaio 2022 ha rescisso il contratto che lo legava al club. Ha quindi firmato un accordo triennale con il Breiðablik. Il 19 aprile 2022 ha esordito in campionato con la nuova squadra, segnando anche una doppietta ai danni del Keflavík, in una partita vinta per 4-1. Il 7 luglio 2022 ha debuttato nelle competizioni UEFA per club, venendo schierato titolare nella vittoria per 0-1 in casa dell'UE Santa Coloma, in cui ha realizzato la rete in favore della sua squadra: l'incontro era valido per i turni preliminari dell'Europa Conference League.
Il 6 ottobre 2022 è stato ufficializzato il suo passaggio ai norvegesi del Rosenborg, per cui ha firmato un contratto quinquennale: il trasferimento sarebbe stato ratificato alla riapertura del calciomercato locale, prevista per gennaio. Ha debuttato in Eliteserien il 10 aprile 2023, venendo schierato titolare nella vittoria per 1-0 sul Viking.
Il 5 aprile 2024 ha fatto ritorno al Breiðablik con la formula del prestito. L'11 luglio 2025 è stato ceduto ai danesi del Lyngby con la stessa formula, con diritto di riscatto.

### Nazionale
Ha giocato nelle nazionali giovanili islandesi Under-16, Under-17, Under-18, Under-19 ed Under-21.
Þorvaldsson ha esordito per l'Islanda in data 6 novembre 2022, venendo schierato titolare in occasione di un'amichevole persa per 1-0 contro l'Arabia Saudita.

## Statistiche

### Presenze e reti nei club
Statistiche aggiornate all'11 luglio 2025.
| Stagione           | Club               | Campionato         | Campionato | Campionato | Coppe nazionali | Coppe nazionali | Coppe nazionali | Coppe continentali | Coppe continentali | Coppe continentali | Supercoppe | Supercoppe | Supercoppe | Totale | Totale |
| Stagione           | Club               | Comp               | Pres       | Reti       | Comp            | Pres            | Reti            | Comp               | Pres               | Reti               | Comp       | Pres       | Reti       | Pres   | Reti   |
| ------------------ | ------------------ | ------------------ | ---------- | ---------- | --------------- | --------------- | --------------- | ------------------ | ------------------ | ------------------ | ---------- | ---------- | ---------- | ------ | ------ |
| gen.-giu. 2020     | Fleetwood Town     | FL1                | 2          | 0          | FACup+CdL       | -               | -               | -                  | -                  | -                  | -          | -          | -          | 2      | 0      |
| lug.-ago. 2020     | St. Mirren         | PL                 | 2          | 0          | CS+CdL          | 0               | 0               | -                  | -                  | -                  | -          | -          | -          | 2      | 0      |
| ago.-dic. 2020     | ÍA Akraness        | UD                 | 7          | 0          | CI+CdL          | -               | -               | -                  | -                  | -                  | -          | -          | -          | 7      | 0      |
| 2021               | ÍA Akraness        | UD                 | 20         | 3          | CI+CdL          | 5+3             | 1+1             | -                  | -                  | -                  | -          | -          | -          | 28     | 5      |
| Totale ÍA Akraness | Totale ÍA Akraness | Totale ÍA Akraness | 27         | 3          |                 | 5+3             | 1+1             |                    | -                  | -                  |            | -          | -          | 35     | 5      |
| 2022               | Breiðablik         | UD                 | 24         | 14         | CI+CdL          | 3+4             | 2+1             | UECL               | 5                  | 3                  | SI         | 1          | 0          | 37     | 20     |
| 2023               | Rosenborg          | ES                 | 18         | 5          | CN              | 0               | 0               | UECL               | 3                  | 2                  | -          | -          | -          | 21     | 7      |
| 2024               | Breiðablik         | UD                 | 22         | 9          | CI+CdL          | 0               | 0               | UECL               | 4                  | 1                  | -          | -          | -          | 26     | 10     |
| Totale Breiðablik  | Totale Breiðablik  | Totale Breiðablik  | 46         | 23         |                 | 3+4             | 2+1             |                    | 9                  | 4                  |            | 1          | 0          | 63     | 30     |
| gen.-lug. 2025     | Rosenborg          | ES                 | 5          | 0          | CN              | 3               | 3               | UECL               | -                  | -                  | -          | -          | -          | 8      | 3      |
| Totale Rosenborg   | Totale Rosenborg   | Totale Rosenborg   | 23         | 5          |                 | 3               | 3               |                    | 3                  | 2                  |            | -          | -          | 29     | 10     |
| 2025-2026          | Lyngby             | 1D                 | 0          | 0          | CD              | 0               | 0               | -                  | -                  | -                  | -          | -          | -          | 0      | 0      |
| Totale             | Totale             | Totale             | 100        | 31         |                 | 18              | 8               |                    | 12                 | 6                  |            | 1          | 0          | 131    | 45     |

## Palmarès

### Club

#### Competizioni nazionali
- Campionato islandese: 2

Breiðablik: 2022, 2024
- Coppa di Lega islandese: 1

Breiðablik: 2024